# حكومة كوريا الجنوبية

حكومة كوريا الجنوبية

حكومة كوريا الجنوبية (رسميًا، حكومة جمهورية كوريا) وتقسم إلى ثلاث سلطات تشريعية وتنفيذية وقضائية. الأقسام القضائية والتنفيذية تعمل على مستوى وطني. وعلى الرغم من وجود كل الوزارات في السلطة التنفيذية فهي أيضًا تضطلع على مهامها المحلية.الحكومات المحلية تتمتع بحكم شبه ذاتي، تحتوي على هيئات تنفيذية وتشريعية من جانبها. السلطة القضائية تعمل على المستويين الوطني والمحلي. ويتم تحديد هيكلية حكومات كوريا الجنوبية من قبل دستور جمهورية كوريا، وقد تم تعديل هذه الوثيقة عدة مرات منذ صدورها في 1948.
تتبع حكومة كوريا الجنوبية صيغة الجهمورية الديمقراطية المركزية بوجود سلطات رئيسية ثلاث للحكومة: السلطة التنفيذية، والسلطة التشريعية، والسلطة القضائية. يعمل الرئيس كقائد للدولة وأعلى شخصية اعتبارية في سلطة البلاد، يتبعه رئيس الوزراء والحكومة على التوالي كلّ وفقًا لمنصبه.
تعمل السلطتان التنفيذية والقضائية بشكل أساسي على مستوى البلاد، مع اضطلاع بعض الوزارات ضمن السلطة التنفيذية ببعض المهام على المستوى المحلي. تتمتع الحكومات المحلية ببعض الاستقلالية وتضم مؤسسات تنفيذية وقضائية خاصة بها. تنشط السلطة القضائية على المستويين المحلي والوطني. يحدد دستور جمهورية كوريا شكل حكومة كوريا الجنوبية. أُعيد صياغة هذا الدستور عدة مرات منذ تاريخ صدوره في العام 1948 (لتفاصيل أوفى، راجع تاريخ كوريا الجنوبية). على كل حال، حافظ الدستور على الخطوط العريضة المميزة؛ باستثناء جمهورية كوريا الجنوبية الثانية التي لم تعمّر طويلًا، وُجد في كوريا الجنوبية على الدوام نظام رئاسي وحاكم على رأس السلطة التنفيذية مستقل نسبيًا.
مثل معظم الدول ذات الأنظمة بالسلطات الثلاث المستقرة، يطبّق نظام فصل السلطات الحكومية. على سبيل المثال، يُعين جزء من قضاة المحكمة الدستورية عليا من قِبل السلطة التنفيذية وجزء آخر من قبل السلطة القضائية. وعلى غرار ذلك، عند تمرير قانون الاتهام بحق الرئيس في السلطة التشريعية، يُرسل إلى السلطة القضائية للقرار النهائي.

## السلطة التشريعية
على المستوى الوطني، تتألف السلطة التشريعية من الجمعية الوطنية لكوريا الجنوبية. وهي تتبع نظام البرلمان بغرفة واحدة؛ وتتكون من جمعية واحدة ضخمة. يُنتخب معظم أعضاؤها البالغ عددهم 300 مِن قِبل دوائر انتخابية أحادية التمثيل. ومع ذلك، يُنتخب 56 عضوًا عبر التمثيل النسبي. يبقى أعضاء الجمعية الوطنية في الخدمة لمدة 4 سنوات؛ وفي حال عدم تمكن عضو من متابعة فترة خدمته، تُعقد انتخابات تكميلية. تضطلع الجمعية الوطنية بتداول وإصدار التشريعات، وتدقيق الميزانية والإجراءات الإدارية، والتصديق على المعاهدات، والموافقة على التعيينات الحكومية. إضافة إلى ما سبق، للجمعية الوطنية صلاحية إدانة كبار المسؤولين أو التوصية بعزلهم من مناصبهم.
تشكّل الجمعية 17 لجنة دائمة للنقاش بخصوص تفاصيل السياسة. في أغلب الأحيان، تتوافق هذه اللجان مع الوزراء من السلطة التنفيذية.
تمرر مشاريع القوانين على هذه اللجان قبل وصولها إلى جلسة التداول. على كل حال، ينبغي أن تكون مشاريع القوانين هذه قد حظيت بدعم 20 عضوًا على الأقل، ما لم تكن مقدمة من الرئيس نفسه. لتأمين إقرار هذه المشاريع، يجب أن يوافق أغلبية الحاضرين على مشروع القانون؛ ولا يكفي تعادل الأصوات. بعد إقرار مشروع القانون، يُرسل إلى الرئيس للموافقة؛ ويجب الموافقة عليه ضمن 15 يومًا.
تقدم السلطة التنفيذية سنويًا مشروع قانون الميزانية إلى الجمعية الوطنية. بحكم القانون، يجب تقديمه قبل 90 يومًا على الأقل من بداية السنة المالية، ويجب إقرار النسخة النهائية بـ30 يومًا على الأقل قبل بداية السنة المالية الجديدة. تعتبر الجمعية أيضًا مسؤولة عن مراجعة حسابات النفقات السابقة، والتي يجب تقديمها قبل 120 يومًا على الأقل من بداية السنة المالية.
يمكن عقد جلسات الجمعية الوطنية بدورتها الاعتيادية (سنويًا، على ألا يفصل بين الجلستين أكثر من 100 يوم) أو بجلسات استثنائية (بناء على طلب من الرئيس أو مجموعة من الأعضاء). هذه الجلسات مفتوحة للعامة بحكم العادة، ولكن يمكن أن تُعقد بشكل مغلق بناءً على تصويت الأغلبية أو بقرار من رئيس الجمعية. لكي يمكن إقرار القوانين في أيما جلسة للجمعية الوطنية، يستلزم النصاب القانوني حضور أكثر من نصف أعضاء الجمعية.
في الوقت الحالي، تحظى سبعة أحزاب سياسية بالتمثيل في الجمعية الوطنية.

## السلطة التنفيذية
يأتي الرئيس على أعلى هرم السلطة التنفيذية. ينتخب الشعب الرئيس في انتخابات رئاسية مباشرة، وهو العضو الوحيد المنتخب ضمن السلطة التنفيذية الوطنية. يشغل الرئيس منصبه لمدة خمس سنوات؛ لا يُسمح له بعدها بفترات رئاسية إضافية. الرئيس هو رئيس الحكومة، وقائد الدولة، ورئيس الأركان العامة للقوات المسلحة في كوريا الجنوبية. للرئيس صلاحية إعلان الحرب، واقتراح التشريعات على الجمعية الوطنية. يمكن للرئيس أو الرئيسة إعلان حالة الطوارئ أو الأحكام العرفية، مع مراعاة موافقة الجمعية الوطنية على ذلك لاحقًا. يحق للرئيس نقض مشاريع القوانين، ويمكن إبطال النقض الرئاسي عبر موافقة أغلبية ثلثي أعضاء الجمعية الوطنية. على كل حال، لا يملك الرئيس صلاحية حلّ الجمعية الوطنية. تجسد هذه الضمانة التجارب المريرة التي مرت بها كوريا الجنوبية في عهد الحكومات الشمولية للجمهورية الأولى، والثانية، والثالثة.
يلقى الرئيس العون من رئيس وزراء كوريا الجنوبية وأمانة رئاسة الجمهورية. يعيّن الرئيس رئيس الوزراء بموافقة الجمعية الوطنية، وله صلاحية التوصية بتعيين أو بعزل وزراء الحكومة. لا يُشترط برئيس الوزراء أن يكون عضوًا في الجمعية الوطنية. يعين رئيس الوزراء في مهامه كلّ من مكتب رئيس الوزراء والذي يضم المكتب تنسيق السياسات الحكومية ومكتب أمانة رئاسة الوزراء، يرأس المكتب الأول وزير في مجلس الوزراء، ويرأس المكتب الثاني رئيس الأمانة على مستوى نائب الوزير. في حال عدم تمكّن الرئيس من تأدية مهامه، يُعهد إلى رئيس الوزراء بصلاحيات الرئيس ويرأس الدولة حتى يتمكن الرئيس من الاضطلاع بواجباته مرة أخرى أو حتى يُنتخب رئيس جديد للبلاد.
في حال حامت الشكوك حول ارتكاب الرئيس أو أعضاء أو مسؤولي الوزارة لتجاوزات خطيرة، يحق للجمعية الوطنية رفع الحصانة عن أحدهم وتوجيه الاتهامات إليه. عندما تصوّت الجمعية الوطنية لصالح الإدانة، يجب على المحكمة الدستورية العليا إما تأكيد قرار الاتهام أو إبطاله، وهو ما يعكس مرة أخرى نظام ضبط التوازنات وفصل السلطات المعمول به في الحكومة.
مجلس الدولة هو أعلى هيئة وحكومة وطنية لتداول السياسات والقرارات في السلطة التنفيذية في كوريا الجنوبية. يوجب دستور كوريا الجنوبية أن تتألف الحكومة من 15 إلى 30 عضوًا بمن فيهم رئيس المجلس، ويضم المجلس حاليًا الرئيس، ورئيس الوزراء، ونائب رئيس الوزراء (وزير الشؤون الاستراتيجية والمالية)، وأعضاء مجلس الوزراء الـ17. يسمي الدستور الرئيس باعتباره رئيسًا لمجلس الدولة ورئيس الوزراء نائبًا له. رغم ذلك، عادة ما يرأس رئيس الوزراء الاجتماعات دون وجود الرئيس، بما أن النصاب القانوني للاجتماع يكتمل بحضور أغلبية أعضاء المجلس. علاوة على ذلك، نظرًا لانتقال العديد من المؤسسات الحكومية خارج العاصمة سول مؤخرًا إلى مناطق مختلفة من البلاد، فقد تزايدت الحاجة إلى عقد اجتماعات المجلس دون وجود جميع الأعضاء في مكان واحد، وهكذا فقد عُدّل القانون ليجيز عقد اجتماعات الحكومة عبر المؤتمرات عن بُعد.
رغم أن المذكورين أدناه ليسوا أعضاء رسميين في الحكومة، فهم وغيرهم من المسؤولين الذين يحددهم القانون أو يُعتبرون ضروريين مِن قِبل رئيس الحكومة، يمكنهم حضور اجتماعات الحكومة للحديث أمام أعضاء الحكومة ولكن دون حق التصويت على القضايا المطروحة للنقاش في الاجتماعات، وهُم: رئيس مكتب الرئيس، وزير تنسيق السياسات الحكومية، وزير التشريعات الحكومية، وزير شؤون المحاربين القدامى، وزير الصحة الغذائية والدوائية، رئيس اللجنة الكورية للتجارة المشروعة، رئيس لجنة الخدمات المالية، ومحافظ العاصمة سول. يُذكر أن محافظ سول، رغم أنه رأس هرم المنطقة المستقلة محليًا في جنوب كوريا وغير ذي علاقة مباشرة بالسلطة التنفيذية المركزية، يُسمح له بحضور اجتماعات الوزارة نظرًا للمكانة الخاصة التي تحظى بها سول (المدينة الخاصة، كما تُسمى في كوريا) ومكانة محافظها (وهو المحافظ الوحيد في كوريا على مستوى وزير).